# Фруццетти, Лина
Лина Фруццетти (англ. Lina Fruzzetti) — американский культурный антрополог и режиссёр-документалист. С 1975 года она является профессором антропологии в Университете Брауна в США. Помимо публикации этнографических исследований о сельских общинах и гендерных отношениях в Восточной Африке, Индии и Танзании, она является автором нескольких этнографических фильмов. Эти фильмы были написаны и сняты совместно с её мужем Акошем Эстером, культурным антропологом и почётным профессором антропологии Уэслианского университета. С 2016 года Фруццетти также является научным сотрудником Института перспективных исследований Университета имени Джавахарлала Неру (JNIAS) в Нью-Дели, Индия.

## Этнографические фильмы
Этнографические фильмы Фруццетти: «Семя и земля» (1994), «Рыбаки Дара» (2002), «Поющие картины» (2005), «Песни скорбящего человека» (2009) и «В доме моей матери» (2016). Фильм «Поющие картины», распространяемый компанией Documentary Educational Resources, получил награду на XV Международном фестивале этнологических фильмов (Белград, 1–5 ноября 2006 г.).

## Научные публикации
- Culture and change along the Blue Nile : courts, markets, and strategies for development Boulder : Westview Press, 1990. xxi, 230 p. : ill. ; 22 cm. ISBN 0-8133-7788-9
- The gift of a virgin : women, marriage, and ritual in a Bengali society New Brunswick, N.J. : Rutgers University Press, c1982. xi, 178 p. : ill. ; 24 cm. ISBN 0-8135-0939-4
- Kinship and ritual in Bengal : anthropological essays / Lina Fruzzetti, Akos Ostor. New Delhi : South Asian Publishers, c1984. x, 244 p. ; 23 cm.